# Костяной томагавк
«Костяной томагавк» (англ. Bone Tomahawk) — американский художественный фильм в жанре вестерн ужасов (вестерн с элементами ужасов), поставленный режиссёром С. Крэйгом Залером. Фильм стал режиссёрским дебютом Залера, который также выступил в качестве сценариста и автора музыки. Главные роли исполнили Курт Рассел, Патрик Уилсон, Мэттью Фокс и Ричард Дженкинс. Мировая премьера фильма состоялась 25 сентября 2015 года.

## Сюжет
Дикий запад, 1890-е годы. Двое бандитов, Бадди и Пёрвис, обчищают вещи убитых ими странников. Их спугивает шум лошадей, приближающийся к ним, и бандиты решают скрыться в ущелье неподалёку. В нём они обнаруживают зловещие тотемы из различных костей, в том числе и человеческих. Позже они находят странную конструкцию, которая является кладбищем местных аборигенов. Там на них нападают странные индейцы, которые убивают Бадди. Пёрвису удаётся бежать.
Действие переносится в небольшой городок Брайт-Хоуп (с англ. — «Светлые Надежды»). Цикорий, помощник шерифа Франклина Ханта, рассказывает ему, что неподалёку от местного бара видел странного человека, который закапывал в землю одежду, запачканную кровью. Хант вместе с Цикорием отправляется в бар, чтобы пообщаться со странником, которым оказывается Пёрвис. В ходе короткого разговора, в котором Пёрвис представляется как Бадди, Хант провоцирует его и Пёрвис пытается бежать. Однако шериф оказывается проворней и простреливает бандиту ногу. Хант и Цикорий, вместе с Джоном Брудером, который находился в баре в момент конфликта, транспортируют Пёрвиса в офис шерифа.
В это же время Артур О’Дуайр конфликтует со своей женой Самантой из-за её упрёков по поводу его сломанной ноги, однако они быстро мирятся.
Шериф отправляет Брудера к О’Дуайрам за Самантой, так как местный доктор оказывается пьяным в стельку, из-за чего он просто не в состоянии вытащить пулю из ноги Пёрвиса. Саманта работает ассистентом доктора, поэтому она сможет провести необходимую операцию. Артур предупреждает Брудера, чтобы тот не флиртовал с его женой и отпускает их.
Саманта остаётся в офисе на ночь, чтобы проследить за состоянием Пёрвиса. Хант оставляет второго помощника, Ника, приглядывать за ней. Так как за окнами глубокая ночь, Хант вместе с Цикорием и Брудером отправляются по своим домам. Той же ночью на Брайт-Хоуп нападают индейцы и убивают местного конюха — негра по имени Буфорд.
Утром Ханту сообщают о Буфорде. Он обнаруживает распотрошённый труп конюха и немедленно отправляется в офис, где обнаруживает, что Ник, Саманта и Пёрвис исчезли. Хант собирает совещание в баре, где от местного индейца, которого называют «Профессор», узнают о племени индейцев-каннибалов, которых презирают и избегают другие племена. Хант собирает отряд для спасения похищенных, в который входят Цикорий, Брудер, Артур и следопыт-индеец.
Отряд отправляется к долине. Положение усугубляется тем, что нога Артура начинает распухать, так как там начинает распространяться инфекция. На одном из привалов ночью к отряду подкрадываются двое мексиканцев. Хант вовремя замечает их, и отряд берёт их на прицел. Шериф требует мексиканцев разоружиться и подойти к ним, однако, когда те бросают оружие и начинают подходить, Брудер расстреливает их, мотивируя свой поступок тем, что они могли оказаться разведчиками местных банд. Он говорит Ханту, что им необходимо найти более безопасное место для привала.
Разбив лагерь в более безопасном по мнению Брудера месте, отряд засыпает. Ночью Артура будит шум, и он убивает мексиканца, душащего Брудера. Отряд обнаруживает, что бандиты украли их лошадей и дальше им придётся идти пешком. Так как состояние ноги Артура значительно ухудшается, тот просит остальных не останавливаться, если он отстанет.
К следующему привалу Артур значительно отстаёт от группы и достигает их с сильным опозданием, после чего практически мгновенно засыпает. Цикорий будит его и сообщает, что они собрали ему припасов, пока тот спал. Брудер отпускает колкость по поводу его жены, и Артур, выйдя из себя, бьёт Брудера по лицу. Артур падает и калечит ногу ещё сильнее. Цикорий с Хантом настаивают на ампутации ноги, однако Артур уговаривает их, чтобы вместо ампутации Цикорий просто вправил кость. Хант обещает Артуру, что будет помечать их путь метками. Отряд оставляет Артура на привале и продолжает путь втроём.
Отряд достигает ущелья, где подвергается атаке каннибалов. Все трое оказываются ранены: Ханта ранят в предплечье стрелой, Цикорию ранят голову камнем, Брудеру отсекают кисть руки. Брудер сообщает, что дальше идти не сможет, и просит, чтобы ему оставили ружьё и несколько динамитных шашек. Хант выполняет его просьбу и отправляется с Цикорием к пещере. Брудер убивает напавшего каннибала, однако тот успевает метнуть в него томагавк, который добивает Брудера.
Вблизи пещеры на Ханта и Цикория снова нападают каннибалы. Они затаскивают Ханта с Цикорием в клетки внутри пещеры. Там Хант обнаруживает Саманту и Ника и узнаёт, что Пёрвис был съеден. Сразу после этого каннибалы вытягивают из клетки Ника, скальпируют, расчленяют и съедают его на глазах остальных. Хант решает отравить оставшихся индейцев с помощью опиумной настойки, но настойки у него осталось очень мало. Позже Хант с помощью этой же водки, обнаруженной у Цикория, пробует отравить дикарей. Трое каннибалов пробуют настойку и уходят из пещеры. Саманта сообщает, что из этой троицы умрёт только один, остальным досталось слишком мало настойки.
Артур продолжает свой путь по меткам, оставленным Хантом. Он добирается до ущелья и обнаруживает вещи группы. Он прячется в кустарнике неподалёку и засыпает. На него нападают двое дикарей, однако Артур убивает их. Он замечает странный свисток, видимо, хирургически вмонтированный, в шее дикаря и вырезает его (с помощью этих свистков индейцы общались между собой). Он догадывается использовать его как приманку для остальных и убивает ещё одного каннибала.
Двое дикарей затаскивают труп отравленного каннибала к клеткам. Хант догадывается, что сейчас они попытаются его убить и пытается сопротивляться, но каннибал с кабаньими клыками вырубает его прикладом. Они вспарывают Ханту живот и засовывают туда раскалённую флягу от настойки. Также Кабаньи Клыки ранит руку Ханта и неудачно пробует выстрелить ему в промежность. Хант пытается выбраться из-под ступни дикаря, но ему это не удаётся, каннибал слишком силён. Раздаётся свист, и один из дикарей убегает. Артур убивает индейца. Кабаньи Клыки обнаруживает способ перезарядки винтовки, стреляет Ханту в грудь, пробив выстрелом лёгкое, и отправляется к Артуру. Хант дотягивается до томагавка, отрубает дикарю большую часть стопы и голову.
Хант понимает, что с такими ранами ему не выжить, поэтому сообщает Артуру и Цикорию, что попытается добить оставшихся каннибалов. Артур, Цикорий и Саманта на выходе из пещеры обнаруживают двух беременных женщин из племени, у которых отрублены руки и ноги и выколоты глаза, но не решают делать с ними что-либо. На выходе из долины Артур, Саманта и Цикорий слышат выстрелы винтовки Ханта. Когда выстрелы прекращаются, Цикорий понимает, что Ханту удалось убить последних дикарей.

## В ролях
| Актёр               | Роль                    |
| ------------------- | ----------------------- |
| Курт Рассел         | шериф Франклин Хант     |
| Патрик Уилсон       | Артур О’Дуайер          |
| Мэттью Фокс         | Джон Брудер             |
| Ричард Дженкинс     | помощник шерифа Цикорий |
| Лили Симмонс        | Саманта О'Дуайер        |
| Эван Джонакайт      | помощник шерифа Ник     |
| Дэвид Аркетт        | Пёрвис                  |
| Сид Хэйг            | Бадди                   |
| Джино Седжерс       | Кабаньи Клыки           |
| Фред Меламед        | Кларенс                 |
| Кэтрин Моррис       | Лорна Хант              |
| Шон Янг             | миссис Портер           |
| Эдди Спирс          | Зубчатый Томагавк       |
| Джеймс Толкан       | Пианист                 |
| Ро Лейба            | Волчий Череп            |
| Майкл Паре          | мистер Уоллингтон       |
| Джеймисон Ньюландер | Мэр                     |
| Зан Маккларнон      | Профессор               |
| Джей Таваре         | Острые Зубы             |
| Брэндон Молале      | Безносый Троглодит      |

## Производство
В 2013 году Курт Рассел и Ричард Дженкинс дали своё согласие на участие в съёмках.
В 2014 году к фильму присоединились Мэттью Фокс и Патрик Уилсон, а продюсеры нашли источники финансирования.

### Съёмки
Съёмки фильма начались 6 октября 2014 года в Малибу (Калифорния) в национальном парке Paramount Ranch и продолжались 21 день.